# 1897 w polityce
Wydarzenia polityczne w 1897 roku.

## Urodzili się
- 27 kwietnia Wilhelm Busch, niemiecki pastor[1].

## Zmarli
- 27 października Maria Adelajda Hanowerska, księżna brytyjska[2].
- 29 października Henry George, amerykański ekonomista[3].